# Eduard von Wietersheim
Karl August Wilhelm Eduard von Wietersheim (* 10. September 1787 in Zerbst; † 16. April 1865 in Dresden)  war ein deutscher Historiker und sächsischer Minister.

## Herkunft
Eduard von Wietersheim stammte aus dem Adelsgeschlecht von Wietersheim. Sein Vater August Christian Ludwig von Wietersheim (1750–1832) war, wie viele der Vorfahren, Offizier. Seine Mutter war Johanna Friederike Juliane geb. Freiin von Nostitz-Drzewiecki (1786–1831).
Bald nach seiner Geburt siedelten die Eltern nach Luxemburg über, da der Vater als Major das Kommando des dortigen Anhaltischen Kontingents erhalten hatte. Doch nach wenigen Jahren (1794) quittierte Major von Wietersheim den Militärdienst und wohnte mit seiner Familie auf dem zuvor von ihm erworbenen Rittergut Mensdorf.

## Leben und Wirken
Wietersheim erhielt anfangs Privatunterricht. Später schaffte ihn sein Vater nach Dessau zur Schule, zuerst in das Institut des Professors Ferdinand Olivier, eines Schülers von Pestalozzi, dann in das Haus des Professors Feder. Mit 17 Jahren, 1804, ging Wietersheim zum Studium an die Universität Leipzig. Nach drei Jahren Studium bestand er das juristische Examen und wurde Obergerichts-Auditeur. 1809 wurde er Assessor bei der Landesregierung. Während der Völkerschlacht bei Leipzig, im Oktober 1813, hielt sich Wietersheim zufällig in der Stadt auf. Widerstrebend nahm er eine Stellung bei dem nun für die Verwaltung Sachsens zuständigen russischen Generalgouverneur Fürst Repnin an. Um sich aus seinem inneren Zwiespalt zu befreien, meldete er sich freiwillig in das Banner der freiwilligen Sachsen, um in deutsch-nationaler Euphorie mit gegen Napoleon zu kämpfen, kam aber nie zum Einsatz. Letztlich zum Offizier gewählt, bekam er die Möglichkeit das eroberte Paris zu besuchen. 1814 kehrte Wietersheim nach Leipzig zurück. Wieder in sächsischen Diensten entwickelte er sich zu einem liberalen Politiker und zum Wirtschaftsexperten. 1827 war er Kreishauptmann in Plauen und danach in Zwickau. Sodann über er das Amt des Direktors der Landesökonomie sowie Manufaktur- und Kommerziendeputation aus. Außerdem wurde er mit als sächsischer Unterhändler bei der Gründung des Zollvereins eingesetzt. Für seine Verdienste erhielt er die Titel eines Hof- und Justizrates. 1840 erfolgte seine Berufung zum Minister des Cultus und des öffentlichen Unterrichts, was er bis 1848 ausübte.
Nach seinem Ausscheiden aus der Regierung war er literarisch tätig, und namentlich durch seine geschichtlichen Arbeiten hat er sich in der deutschen Gelehrtenwelt einen Namen ersten Ranges gesichert. Nur in wenigen Schriften widmete er sich dagegen der zeitgenössischen Politik, wie in Die Demokratie in Deutschland (1849) und einigen kleineren Aufsätzen. Im Jahre 1850 erschien von ihm: „Der Feldzug des Germanicus an der Weser im Jahre 16 n. Chr.“; 1862: „Zur Vorgeschichte deutscher Nationen“; 1859: „Die Bevölkerung des römischen Reichs“; 1859–64: „Geschichte der Völkerwanderung“, 4 Bände. Für letzteres Werk ernannte ihn die Universität Leipzig zum „Ehrendoctor“. 1846 wurde er zum Ehrenmitglied der Königlich Sächsischen Gesellschaft der Wissenschaften gewählt.
Er starb am Ostermorgen 1865 in Dresden. Seine Leiche wurde auf sein Gut Nöbdenitz gebracht und am 19. April im dortigen Erbbegräbnis beigesetzt.

## Familie
Eduard von Wietersheim war zweimal verheiratet, zunächst mit Constanze Charlotte von Thümmel († 1833), Tochter des Sachsen-Altenburgischen Ministers Hans Wilhelm von Thümmel. Sie starb, nachdem sie ihm sechs Kinder geboren hatte, von denen drei noch vor ihr, drei vor dem Vater starben. Seine zweite Frau war die verwitwete Freifrau Amalie Auguste Agnes von Gutschmid, geb. von Burgsdorff (1786–1852), die kinderlos starb.

## Werke
- Der Feldzug des Germanicus an der Weser im Jahre 16 nach Christi Geburt. Abhandlungen der philologisch-historischen Klasse der Königlich Sächsischen Gesellschaft der Wissenschaften, Bd. I, S. 429–481. Weidmann, 1850
- Geschichte der Völkerwanderung. Mehrere Bände, ab 1859

## Belege
1. ↑  Die Demokratie in Deutschland
2. ↑  Mitglieder der SAW: Karl August Wilhelm Eduard von Wietersheim. Sächsische Akademie der Wissenschaften, abgerufen am 13. Dezember 2016.
3. ↑  Gothaisches genealogisches Taschenbuch der freiherrlichen Häuser, 1882, S.263

| Personendaten    | Personendaten                                                                           |
| ---------------- | --------------------------------------------------------------------------------------- |
| NAME             | Wietersheim, Eduard von                                                                 |
| ALTERNATIVNAMEN  | Wietersheim, Karl August Wilhelm Eduard von                                             |
| KURZBESCHREIBUNG | Kreishauptmann, Minister des Kultus und öffentlichen Unterrichts in Sachsen (1840–1848) |
| GEBURTSDATUM     | 10. September 1787                                                                      |
| GEBURTSORT       | Zerbst                                                                                  |
| STERBEDATUM      | 16. April 1865                                                                          |
| STERBEORT        | Dresden                                                                                 |